# Zeche Vereinigte Himmelsfürster Erbstollen
Die Zeche Vereinigte Himmelsfürster Erbstollen in Byfang, seit 1929 ein Stadtteil von Essen, ist ein ehemaliges Steinkohlenbergwerk, das aus der Konsolidation mehrerer Bergwerke entstanden war. Die Zeche wurde mehrmals stillgelegt und wieder in Betrieb genommen.

## Bergwerksgeschichte
Im Jahr 1831 konsolidierten die Zechen Vereinigte Crone, Schmierfuß, Vereinigte Catharina und weitere Zechen mit dem Himmelsfürster Erbstolln zur Zeche Vereinigte Himmelsfürster Erbstollen. In diesem Jahr war der Schacht Hoffnung in Betrieb. 1834 wurde aus dem Stollen der Zeche Getreue Freundschaft ein Querschlag in südlicher Richtung aufgefahren. In diesem Jahr wurde erstmals nach der Konsolidation Abbau betrieben. 1836 war der Erbstollen im Bereich des Stollenmundlochs zu Bruch gegangen und musste teilweise aufgegeben werden. Aus diesem Grund wurde ein Vertrag mit der Zeche Vereinigung geschlossen, der die Förderung der abgebauten Kohlen der Zeche Vereinigte Himmelsfürster Erbstollen durch den Stollen der Zeche Vereinigung regelte. Zusätzlich wurde im Vertrag die Nutzung der 70 Lachter langen Schienenbahn der Zeche Vereinigung zum Kohlenmagazin an der Ruhr geregelt. 1838 löste der Erbstollen zusammen mit dem Altendorfer Erbstolln die Grubenfelder der Altendorfer Zechen und der Zechen, die zum Tiefbau übergehen wollten. Dies waren unter anderem die Zechen Vereinigte Alte Sackberg & Geitling, Dreieinigkeit, Alte Aproche, Große Varstbank, Mülheimerglück, Vereinigte Neue Sackberg & Schrutenberend, Polen, Vereinigte Preußische Adler und weitere.
Im Jahr 1840 wurde der Querschlag weiter nach Süden aufgefahren. In diesem Jahr war der Erbstollen der tiefste Erbstollen im Märkischen Bereich. Am 2. November des Jahres 1841 kam es zu einem Flözbrand und infolgedessen zur Betriebseinstellung. Am 10. Januar des darauffolgenden Jahres wurde der Betrieb wieder aufgenommen. 1855 erreichte der Erbstollen eine Länge von 2759 Metern. Im Jahr 1856 wurde in der Berechtsame Neu-Essen I Kohleneisenstein aufgeschlossen und im darauffolgenden Jahr das erste Erz abgebaut. Im Jahr 1861 wurde ein Querschlag im Flöz Bänksgen aufgefahrenen. Noch im selben Jahr erfolgte der Durchschlag mit dem absteigend im partiellen Muldenstück von Flöz Bänksgen geführten Betrieb. Das Bergwerk gehörte zu dieser Zeit zum Bergrevier Altendorf. Für die Jahre 1863 bis 1870 wurde ein Vertrag mit der Zeche Vereinigte Henriette geschlossen. Gemäß dem Vertrag durfte die Zeche Vereinigte Himmelsfürster Erbstollen im Grubenfeld der Zeche Vereinigte Henriette Erz von insgesamt 19.500 Tonnen abbauen, zusätzlich auch Steinkohle. 1870 umfasste die Berechtsame ein Geviertfeld. Im Jahr 1879 waren im Grubenfeld der Zeche Vereinigte Himmelsfürster Erbstollen nur noch geringe Kohlenvorräte vorhanden. Im darauffolgenden Jahr wurde die Zeche Vereinigte Himmelsfürster Erbstollen in Fristen gelegt. 1881 wurde die Zeche wieder in Betrieb genommen. Im Jahr 1884 kam es zur erneuten Betriebseinstellung. 1887 wurde die Zeche noch einmal in Betrieb genommen. Im darauffolgenden Jahr waren auch die Restkohlenvorräte über der Stollensohle abgebaut, aus diesem Grund wurde die Zeche Vereinigte Himmelsfürster Erbstollen endgültig stillgelegt. 1908 kam es zur Konsolidation zur Zeche Vereinigte Catharina. 1915 wurde ein Pachtvertrag geschlossen, der den Abbau durch die Charlotte Bergbaugesellschaft regelte. Im Jahr 1925 wurde die Zeche Vereinigte Himmelsfürster Erbstollen der Zeche Prinz Wilhelm-Steingatt zugeschlagen.

### Förderung und Belegschaft
Die ersten Förderzahlen stammen aus dem Jahr 1836, es wurden 63.936⅛ preußische Tonnen Steinkohle gefördert. Die maximale Förderung wurde 1837 erbracht. Es wurden 20.710 Tonnen Steinkohle gefördert. Im Jahr 1840 wurden 13.846 Tonnen Steinkohle gefördert. 1842 sank die Förderung auf 9744 Tonnen Steinkohle. Im Jahr 1847 wurden 224.476 Scheffel Steinkohle gefördert. Im Jahr 1865 wurden 7685 Tonnen Steinkohle abgebaut. Die ersten Belegschaftszahlen stammen aus dem Jahr 1872, es waren 63 Bergleute auf dem Bergwerk beschäftigt, die eine Förderung von 9121 Tonnen Steinkohle erbrachten. Im Jahr 1875 wurde mit 70 Bergleuten 8825 Tonnen Steinkohle gefördert. Im Jahr 1879 sanken sowohl die Belegschafts- als auch die Förderzahlen, es wurden mit 21 Bergleuten 4749 Tonnen Steinkohle gefördert. Im Jahr 1881 sank die Förderung auf 4065 Tonnen, diese Förderung wurde von 40 Bergleuten erbracht. Im Jahr 1884 wurden mit acht Bergleuten nur noch 957 Tonnen Steinkohle gefördert. Die letzten bekannten Förderzahlen des Bergwerks stammen aus dem Jahr 1887, es wurden 1788 Tonnen Steinkohle abgebaut.

## Heutiger Zustand
Das Zechenhaus und weitere Betriebsgebäude der Zeche Vereinigte Himmelsfürster Erbstollen sind bis heute erhalten geblieben. Sie wurden vermutlich in der Mitte des 19. Jahrhunderts gebaut. Beim Bau des Zechenhauses wurden die Stollenmundlöcher in das Zechenhaus integriert. Die seit 1991 unter Denkmalschutz stehenden Gebäude stehen in Essen-Byfang an der heutigen Langenberger Straße an der Ecke Deipenbecktal (Hausnummern: Langenberger Straße 719 und Deipenbecktal 2–4).